# Komakaïna
Komakaïna (auch: Koma Kaïna, Koma Kayna, Koma Keyna) ist ein Dorf in der Landgemeinde Dioundiou in Niger.

## Geographie
Das Dorf liegt am Rand des Trockentals Dallol Foga. Es befindet sich rund acht Kilometer westlich des Hauptorts Dioundiou der gleichnamigen Landgemeinde und des gleichnamigen Departements Dioundiou in der Region Dosso. Eine Siedlung in der näheren Umgebung von Komakaïna ist Karey Goussou im Südwesten.
Es herrscht das Klima der Sudanzone vor, mit einer durchschnittlichen jährlichen Niederschlagsmenge zwischen 600 und 700 mm.

## Geschichte
Bei einer Untersuchung im Jahr 1984 wurde beim Befall mit der Saugwürmer-Art Schistosoma haematobium unter den 10- bis 13-Jährigen im Ort eine Prävalenz von 2,1 Prozent festgestellt.

## Bevölkerung
Bei der Volkszählung 2012 hatte Komakaïna 1170 Einwohner, die in 137 Haushalten lebten. Bei der Volkszählung 2001 betrug die Einwohnerzahl 797 in 111 Haushalten und bei der Volkszählung 1988 belief sich die Einwohnerzahl auf 624 in 88 Haushalten.

## Wirtschaft und Infrastruktur
In Komakaïna wird Saatgut für Hirse produziert. Es gibt eine Schule im Dorf. Komakaïna ist über die 9,31 Kilometer lange Route 356, eine einfache Landstraße, mit der Nationalstraße 2 im Gemeindehauptort verbunden.